# Jacques Lunis
Jacques Lunis   (Pierrecourt, 27 de maig de 1923 - Le Plessis-Trévise, 2 de novembre de 2008) va ser un atleta francès, especialista en els 400 metres llisos, que va competir durant la dècada de 1940.
El 1948 va prendre part en els Jocs Olímpics de Londres, on va disputar dues proves del programa d'atletisme. Va guanyar la medalla de plata en els 4x400 metres relleus formant equip amb Jean Kerebel, Francis Schewetta i Robert Chef d'Hôtel, mentre en els 400 metres quedà eliminat en sèries.
En el seu palmarès també destaquen tres medalles al Campionat d'Europa d'atletisme. D'or en la prova dels 4x400 metres el 1946, a Oslo, i de plata en els 400 metres el 1946 i el 1950, a Brussel·les. També guanyà quatre campionats nacionals en els 400 metres (1946, 1948, 1949 i 1950).

## Millors marques
- 200 metres llisos. 22.0" (1949)
- 400 metres llisos. 47.6" (1950)[1][3]